# منگابریل
منگابریل (به اسپانیایی: Mengabril) یک شهرستان در اسپانیا است که در استان باداخس واقع شده‌است.